# ナクネク川
ナクネク川（ナクネクがわ、Naknek River）は、アメリカ合衆国アラスカ州ブリストルベイ郡を流れる、長さ35マイル (56 km)の河川。日本語では、ナクネック川とも表記する。ナクネク湖の西を水源とし、ブリストル湾の入り江の1つであるクビチャック湾に注ぐ。ナクネク川とナクネク湖はどちらもベニザケをはじめとするサケ類が著名である。
キングサーモンが水源地付近にあり、ナクネクとサウスナクネクが河口付近のそれぞれ北岸と南岸に位置する。水源はカトマイ国立公園内にある。
開高健の随筆『ナクネク川のキング』の舞台である。同作は開高健 編『日本の名随筆 4 釣』（作品社）に収録されている。